# Muziek voor twee piano's (Lindberg)
Muziek voor twee piano's is de vroegste compositie van Magnus Lindberg, die gepubliceerd is.
Lindberg werd nog hevig beïnvloed door de seriële muziek die eind jaren zestig en zeventig een hoogtepunt had. Het is dan ook een werk, dat zeer strak ingedeeld is. Alles is aangegeven per noot, ook bijvoorbeeld de exacte lengte. Wat opvalt is het grote contrast tussen de speelsheid van de korte noten, die zelfs af en toe een fragment van een melodie laten horen en de lang aangehouden tonen. Alhoewel een vroeg werk, had het dus al in de kiem de muziek die Lindberg later zou componeren. Een belangrijk onderdeel van het werk is de over het werk verspreide rusten en generale pauzes; een van die pauzes duurt langer dan 20 seconden. De lange tonen geven het werk rust, maar laten ook fraai het geluid horen van de natuurlijke decrescendotonen van het instrument; aanslaan en wegsterven.
Het werk moest veertien jaar wachten op zijn officiële eerste uitvoering. Het werd gespeeld op een festival van moderne muziek in Viitasaari, maar was toen dus al een belegen stuk. De enige in 2009 verkrijgbare opname is van Ralph van Raat en Maarten van Veen, die het werk opnamen in de Bachzaal in Amsterdam.

## Discografie
- Opname Naxos; Ralph van Raat en Maarten van Veen; opname 6 en 7 oktober 2007.